# Michail Umansky
Michail Umansky (russisch Михаил Маркович Уманский, wiss. Transliteration Michail Markovič Umanskij; * 21. Januar 1952 in Stawropol; † 17. Dezember 2010 in Augsburg) war ein deutscher Schachmeister mit russischen Wurzeln, Mathematiker, als Programmierer tätig und der 13. Fernschachweltmeister.

## Nahschach
Umansky begann 1963 mit Schachstunden im Palast der Pioniere in Stawropol, wo er früh auf sein Talent aufmerksam machte. Bereits als Jugendlicher wurde er in einen besonders geförderten Jugendkader aufgenommen, den unten anderen Großmeister Igor Bondarewski trainierte. Bei den UdSSR-Jugendmeisterschaften 1965 und 1966 belegte er den zweiten Platz. Viermal gewann er die Meisterschaft des Kreises Stawropol. Im Jahre 1967 übersiedelte er nach Pjatigorsk. Im Jahre 1968 erhielt er den Titel eines Nationalen Meister des Sports. Bei der russischen Meisterschaft 1989 erreichte er Rang 4. Er ließ sich an der russischen staatlichen Sportakademie zum Schachtrainer ausbilden und erhielt 1997 für seine Leistungen im Nahschach von der FIDE den Titel Internationaler Meister verliehen. Seit 1998 spielte er für die Schachabteilung des TSV Haunstetten, zuletzt in der Landesliga Südbayern. In der Schweiz spielte er mit dem SK St. Gallen in der Saison 2002 in der Nationalliga A.

## Fernschach
Im Jahre 1973 begann Umansky mit dem Fernschach, in dem er rasche Fortschritte machte. Er wurde auf Anhieb bei seiner ersten Teilnahme 1974–75 russischer Meister in dieser Disziplin, 1977–78 wurde er UdSSR-Meister. 1998 gewann er die 13. Fernschachweltmeisterschaft (+10 =6 −0) und siedelte im gleichen Jahr nach Deutschland über, aber Fernschach spielte er weiter in den Farben von Russland. In den Jahren 2001 bis 2004 hat die ICCF ein einmaliges Einladungsfernschachturnier aus Anlass des fünfzigjährigen Bestehens der Organisation veranstaltet, an dem alle lebenden Fernschachweltmeister teilgenommen haben. Umansky wurde mit sechs gewonnenen und zwei unentschiedenen Partien der überlegene Sieger. Im Fernschach war er seit 1986 Internationaler Meister und seit 1995 Großmeister.
Im Jahr 2011 organisierte der Russische Fernschachverein zu seinen Ehren das Schachturnier Umansky Memorial, das von der italienischen CCGM Eros Riccio gewonnen wurde.

## Partiebeispiel
|   | a | b | c | d | e | f | g | h |   |
| 8 |   |   |   |   |   |   |   |   | 8 |
| 7 |   |   |   |   |   |   |   |   | 7 |
| 6 |   |   |   |   |   |   |   |   | 6 |
| 5 |   |   |   |   |   |   |   |   | 5 |
| 4 |   |   |   |   |   |   |   |   | 4 |
| 3 |   |   |   |   |   |   |   |   | 3 |
| 2 |   |   |   |   |   |   |   |   | 2 |
| 1 |   |   |   |   |   |   |   |   | 1 |
|   | a | b | c | d | e | f | g | h |   |

Stellung nach dem 14. Zug von Schwarz
Beim Jubiläumsturnier zum 50-jährigen Bestehen des ICCFs hat Umansky mit Schwarz eine schöne Partie gegen Grigori Sanakojew gewonnen:
Sanakojew – Umansky, gestartet am 1. Juli 2001, (gespielt über E-Mail)
1. e4 g6 2. d4 Lg7 3. Sc3 d6 4. Le3 a6 5. a4 Sf6 Durch Sf6 entsteht die Pirc-Ufimzew-Verteidigung. 6. h3 0–0 7. g4 Aggressiv, aber wohl zu voreilig. Weiß gewinnt Raum am Königsflügel und bereitet die Fianchettierung des weißfeldrigen Läufers vor, der auf g2 das weiße Zentrum unterstützen soll. Doch der Plan ist zu ehrgeizig, Weiß verliert einfach zu viel Zeit und schwächt seinen Königsflügel zu sehr. c5 8. d5 e6 9. Lg2 exd5 10. exd5 Sbd7 Nach dem weißen Vorstoß d5 ist das Spiel in die Benoni-Verteidigung übergegangen. 11. Sge2 Te8 12. Sg3 Se5 13. 0–0 Tb8 14. De2 Sfxg4 ! Siehe Diagramm, Ein schönes positionelles Figurenopfer. Für den Springer erhält Schwarz zwei weiße Bauern und die überlegene Stellung. 15. hxg4 Lxg4 16. Dd2 Sc4  Jetzt schafft es Schwarz auch noch, den guten schwarzfeldrigen Le3 abzutauschen, wodurch sein positioneller Vorteil noch größer wird und er einen dritten Bauern gewinnt.  17. Dc1 Sxe3 18. fxe3 Txe3 19. Dxe3 Sanakojew steht jetzt vor einer schweren Entscheidung: Der Sg3 hängt und hat kein gutes Feld. Außerdem droht Schwarz Ld4 nebst Dh4 mit wohl entscheidendem Mattangriff. Darum greift Weiß zu einem letzten, verzweifelten Mittel: Dem Damenopfer für einen Turm und insgesamt zwei Leichtfiguren; Schön, wie Umansky das übereilte Vorgehen von Weiß am Königsflügel ausgenutzt hat. Ld4 20. Df2 f5 21. Sge2 Lxe2 22. Sxe2 Lxf2+ 23. Txf2 Df6 24. c3 Te8 25. Sf4 Te3 26. a5 De5 27. Kf1 g5 28. Se6 f4 29. Td1 Df5 Weiß gab auf, denn die schwarzen Bauern am Königsflügel sind nicht aufzuhalten.